# Marathon van Amsterdam 1931
De marathon van Amsterdam 1931 werd gelopen op zondag 19 april 1931. Het was een voorloper van de jaarlijkse marathon van Amsterdam, werd uitgeschreven door het weekblad "Het Leven" en georganiseerd door de Amsterdamse Atletiek Combinatie. De 29 deelnemers aan de wedstrijd, die tevens dienstdeed als Nederlands kampioenschap marathon, werden vooraf gekeurd door de medici Kreemer en Van Renesse.
De wedstrijd werd gewonnen door Evert Wijburg in 3:02.58,6. In totaal finishten er vijftien lopers, waarvan twaalf binnen de vier uur. De winnaar ontving een zilveren cup voor zijn prestatie.

## Uitslagen

### Mannen
| rang   | naam             | land | tijd      |
| ------ | ---------------- | ---- | --------- |
| Goud   | Evert Wijburg    | NED  | 3:02.58,6 |
| Zilver | Pleun van Leenen | NED  | 3:09.03,2 |
| Brons  | H. Knol          | NED  | 3:14.30,4 |
| 4      | C. de Ruyter     | NED  | 3:19.00,0 |
| 5      | J. Stolk         | NED  | 3:25.18,5 |
| 6      | W. Kwakkel       | NED  | onbekend  |
| 7      | M. J. K. Herblot | NED  | 3:31.45   |
| 8      | P. Burri         | NED  | 3:34.33   |
| 9      | W. H. Engelen    | NED  | 3:38.21   |
| 10     | C. J. Hanselaar  | NED  | 3:43.30   |

1975 ·
1976 ·
1977 ·
1978 ·
1979 ·
1980 ·
1981 ·
1982 ·
1983 ·
1984 ·
1985 ·
1986 ·
1987 ·
1988 ·
1989 ·
1990 ·
1991 ·
1992 ·
1993 ·
1994 ·
1995 ·
1996 ·
1997 ·
1998 ·
1999 ·
2000 ·
2001 ·
2002 ·
2003 ·
2004 ·
2005 ·
2006 ·
2007 ·
2008 ·
2009 ·
2010 ·
2011 ·
2012 ·
2013 ·
2014 ·
2015 ·
2016 ·
2017 ·
2018 ·
2019 ·
2020 ·
2021 ·
2022 ·
2023 ·
2024 ·
2025